# Зеленортска Острва на Летњим олимпијским играма 2016.
Зеленортска Острва су учетвовала на Летњим олимпијским играма 2016. у Рио де Жанеиру, Бразил, од 5. до 21. августа 2016. Ово је био шесто учешће Зеленортских острва на на Летњим олимпијским играма од свог дебитовања 1996. године.
Олимпијски комитет Зеленортских Острва послао је до сада највећу делегацију на Игре, реконструишући досадашњи рекорд за двојицу спотиста више него у Атланти, Атини и Лондону. Укупно је учествовало 5 спортиста, два мушкарца и три жене, који су се такмичли у четири индивидуална спорта. Спринтерка Лидиане Лопес једина је већ учествовала на Играма у Лондонуа 2012. Марија Андраде која је била први борац у теквонду са Зеленортских Острва, предводила је своју репрезентацију носећи националну заставу на церемонији отварања Игара. Поред дебија теквонда Зеленортска Острва су поново довели спортисте за бокс (после 2004) и ритмичку гимнастику после 2008).
Међутим, Зеленортска Острва још нису освојила своју прву олимпијску медаљу. Најбољи резултат поставила је Лидиане Лопес која је у предтакмичењу трке на 100 м поправила национални рекорд, који је она и држала. Најбољи пласман постигао је атлетичар Жордан Андраде заузимајући 6 место у својој полуфиналној групи трке на 400 метара са препонама.

## Учесници по спортовима
| Спорт               | Мушкарци | Жене | Укупно |
| ------------------- | -------- | ---- | ------ |
| Атлетика            | 1        | 1    | 2      |
| Бокс                | 1        | 0    | 1      |
| Ритмичка гимнастика | 0        | 1    | 1      |
| Теквондо            | 0        | 1    | 1      |
| Укупно (4)          | 2        | 3    | 5      |

## Резултати

### Мушкарци
| Атлетичар      | Дисциплина    | Лични рекорд | Квалификације | Квалификације | Полуфинале | Полуфинале | Финале           | Финале        | Детаљи         |
| Атлетичар      | Дисциплина    | Лични рекорд | Резултат      | Место         | Резултат   | Место      | Резултат         | Место         | Детаљи         |
| -------------- | ------------- | ------------ | ------------- | ------------- | ---------- | ---------- | ---------------- | ------------- | -------------- |
| Жордин Андраде | 400 м препоне | 49,26 НР     | 49,35         | 4. у гр. 6 кв | 49,32      | 6. у пф 2. | Није се пласирао | `16 / 46 (47) | [ мртва веза ] |

### Жене
| Атлетичар     | Дисциплина | Лични рекорд | Предтакмичење | Предтакмичење | Четвртфинале      | Четвртфинале      | Полуфинале        | Полуфинале        | Финале            | Финале       | Детаљи |
| Атлетичар     | Дисциплина | Лични рекорд | Резултат      | Место         | Резултат          | Место             | Резултат          | Место             | Резултат          | Место        | Детаљи |
| ------------- | ---------- | ------------ | ------------- | ------------- | ----------------- | ----------------- | ----------------- | ----------------- | ----------------- | ------------ | ------ |
| Лидиане Лопес | 100 м      | 12,43 НР     | 12,38 НР      | 4. у гр. 2    | Није се пласирала | Није се пласирала | Није се пласирала | Није се пласирала | Није се пласирала | 65 / 79 (80) |        |

### Бокс
| Боксер         | Дисциплина | Коло 32 такмичара  | коло 16 такмичара                                    | Четвртфинале       | Полуфинале         | Финале             | Финале   | Детаљи                                      |
| Боксер         | Дисциплина | Противник Резултат | Противник Резултат                                   | Противник Резултат | Противник Резултат | Противник Резултат | Пласман  | Детаљи                                      |
| -------------- | ---------- | ------------------ | ---------------------------------------------------- | ------------------ | ------------------ | ------------------ | -------- | ------------------------------------------- |
| Давилсон Мораи | супертешка |                    | Џојс Уједињено Краљевство · Пор ТКОТехнички нокаут}} | Није се пласирао   | Није се пласирао   | Није се пласирао   | = 9 / 17 | Архивирано на веб-сајту (2. септембар 2016) |

### Ритмичка гимнастика
| Гимнастичарка | Квалификације | Квалификације | Квалификације | Квалификације | Квалификације | Квалификације | Финале            | Финале            | Финале            | Финале            | Финале            | Финале            | Детаљи |
| Гимнастичарка | Вијача        | Обруч         | Чуњеви        | Трака         | Укупно        | Место         | Вијача            | Обруч             | Чуњеви            | Трака             | Укупно            | Место             | Детаљи |
| ------------- | ------------- | ------------- | ------------- | ------------- | ------------- | ------------- | ----------------- | ----------------- | ----------------- | ----------------- | ----------------- | ----------------- | ------ |
| Елијан Боал   | 9.833 (26)    | 10.033 (26)   | 9.991 (26)    | 8.783 (26)    | 38.640        | 26 / 26       | Није се пласирала | Није се пласирала | Није се пласирала | Није се пласирала | Није се пласирала | Није се пласирала |        |

### Теквондо
| Такмичарка     | Дисциплина | Осмина финала           | Четвртфинале        | Полуфинале          | Репесаж             | Борба за бронзу     | Финале              | Финале   | Детаљи |
| Такмичарка     | Дисциплина | Противница Резултат     | Противница Резултат | Противница Резултат | Противница Резултат | Противница Резултат | Противница Резултат | Пласман  | Детаљи |
| -------------- | ---------- | ----------------------- | ------------------- | ------------------- | ------------------- | ------------------- | ------------------- | -------- | ------ |
| Марија Андраде | до 49 кг   | Wongpattanakit ПОР 6:18 | Није се пласирала   | Није се пласирала   | Није се пласирала   | Није се пласирала   | Није се пласирала   | =11 / 16 |        |